# Климчук, Трофим Степанович
Трофим Степанович Климчук (1899—1972) — организатор сельскохозяйственного производства, Герой Социалистического Труда (1965).

## Биография
Родился 5 (17) февраля 1899 года в Высоковской волости Брестского уезда Гродненской губернии в семье крестьянина-бедняка.
Работал землекопом (1914), шофёром (1916). В 1918—1923 служил в РККА.
В 1923—1930 механик, зам. директора МТС в Бухарской области. Окончил школу тракторных механиков при Самаркандском механическом техникуме (1926).
Директор МТС в Киргизской ССР: Краснореченской (1930—1933), Теплоключинской (1933—1935), Базар-Курганской (1935—1938), Кызыл-Кийской (1940—1942), Ворошиловской (1942—1955).
В 1938—1940 начальник хлопкового управления наркомзема Киргизии.
С 1955 года председатель колхоза им. Ленина Кантского (в 1962—1965 Аламединского) района. Значительно увеличил производство зерна, сахарной свёклы, винограда, яблок, молока, мяса и шерсти.
С 1971 года на пенсии.
Герой Социалистического Труда (1965).
Награждён орденами Ленина, Трудового Красного Знамени, «Знак Почёта».
Депутат ВС КиргССР 6-го созыва.
Умер в 1972 году.